# 老黑格尔派
老黑格尔派或黑格尔右派，产生于1830年代，是黑格尔哲学发展后衍生出的两个流派之一。另一流派即青年黑格尔派。根据马克思与恩格斯的解释，他们与青年黑格尔派都认同“宗教、概念与普遍性的东西”主宰了世界。但老黑格尔派认为这些事物是维系人类社会的基础，而青年黑格尔派则以其为禁制人类的牢狱。两派系的分歧不是哲学思想分歧，而是政治、宗教见解上的分歧。
老黑格尔派把黑格尔本人视为一个世界精神的观察者、沉思者。他们认为，哲学是宗教的一种表达。黑格尔学说最终导向的是神学，在神性与人性的统一中保存福音书的教导。与青年黑格尔派相比，他们的著作不具备许多理想主义话语，因此也不具备很多宣传性的东西（宣言、计划等）。该哲学派系以黑格尔在耶拿时期的学生格奥尔格·加布勒与另一名神学家卡尔·弗雷德里希·古舍尔为中心建立。法国后结构主义曾按老黑格尔派的方法解读黑格尔。
许多黑格尔的遗作，如《历史哲学讲演录》、《美学》、《宗教哲学讲演录》、《哲学史讲演录》等，都由老黑格尔派学者整理出版。他们是黑格尔学说的保存者，但不是阐发者。卡尔·洛维特指出，该派系哲学家们没有青年黑格尔派那种对世界的“紧张关系”，更多的是一种“冷漠”，这种冷漠则来自于其根据于普遍性以及过去历史的思考。

## 主要的老黑格尔派哲学家
根据卡爾·洛維特的著作，主要的老黑格尔派哲学家有：
- 格奥尔格·加布勒
- 卡尔·弗雷德里希·古舍尔
- 卡尔·罗森克兰茨
- 利奧波德·馮·亨寧
- 尤里乌斯·夏勒
- 卡尔·多布
- 赫尔曼·弗雷德里希·威廉·辛里克斯
- 海因里希·古斯塔夫·霍托
- 菲利普·马海内克
- 约翰·爱德华·艾尔德曼
- 卡西米尔·孔拉迪